# 40 More Reasons to Hate Us
40 More Reasons to Hate Us je treći studijski album američkog grindcore sastava Anal Cunt. Objavljen je 26. ožujka 1996. pod izdavačkom kućom Earache Records.
Ime albuma inspirano je time što su postali poznati po kontroverznim naslovima pjesama, te je na njemu gostovao Phil Anselmo iz sastava Pantera.

## Produkcija
- Seth Putnam - vokal, gitara
- Tim Morse - bubnjevi, vokal na 39
- Scott Hull (Pig Destroyer, Agoraphobic Nosebleed) - gitara
- Phil Anselmo (Pantera, Superjoint Ritual) - gitara na 34 i 41, vokal na 4, 6, 7, 8, 11, 12, 14, 15, 16, 17, 29, 30, 33, 34, 37, 41, prateći vokal
- A.C. muški zbor - prateći vokali na 10, 28 i 40